# Pic Rabadà
El Pic Rabadà és un cim de 3.045 m d'altitud, amb una prominència de 35 m, que es troba a ponent del Pic de Maupas, al massís de Perdiguero, entre la província d'Osca (Aragó) i el departament de l'Alta Garona (França).